# Laura Live Gira Mundial 09
Laura en directo Gira mundial 09  es un álbum en vivo de Laura Pausini en formato CD + DVD, que cuenta un año de gira.
Las canciones han sido elegidas de los conciertos que Laura ha dado en las ciudades de: Helsinki, Madrid, Los Ángeles, Nueva York, Santiago de Chile, Barcelona, México DF, Hollywood Florida, Santo Domingo y Lima. Se incluyen además 3 temas inéditos de estudio y videoclips.
Como primer sencillo y presentación de Laura Live Gira Mundial, «Con la música en la radio» (Con la musica alla Radio), salió el 25 de setiembre de 2009.
El sencillo está compuesto por Laura, con la colaboración de Cheope por las letras y de Daniel Vuletic por la música, es producido y arreglado por Dado Parisini. Con un videoclip cuya inspiración, las referencias, las ambientaciones y el estilo reconducen a los años 80, grabado en verano de 2009 en Nueva York y firmado por el director Gaetano Morbioli.
La versión en CD contiene 18 temas, donde 15 de ellos se registraron en gira por diferentes ciudades de todo el mundo. También hay 3 temas inéditos que incluye, Con la música en la radio, Ella no soy y Menos mal, que fue grabado en vivo durante una prueba de sonido en la ciudad Argentina de Buenos Aires. La versión DVD del álbum contiene videos de conciertos de la Gira Mundial 2009, que incluye 3 nuevos vídeos y canciones. 
La versión al castellano del CD fue grabado en: Bérgamo, Cagliari, Monza, Nápoles, Palermo, Roma, Torino, Verona, Barcelona, Ciudad de México, París, Helsinki, Hollywood, Los Ángeles, Lima, Locarno, Madrid, Nueva York, São Paulo, Santiago de Chile y Santo Domingo

## Laura Live Gira Mundial 09

### Disco 1 • CD
| #   | Titolo | Durata |
| --- | --- | ------ |
| 01. | Intro - it's too late (en directo) • Helsinki, May 20, 2009 • música: • Letras: | 00:45  |
| 02. | En cambio no (en directo) • Madrid, April 28, 2009 • música: Laura Pausini, Paolo Carta • Letras: Laura Pausini, Niccolò Agliardi • Versión al castellano: Ignacio Ballesteros Díaz | 04:06  |
| 03. | Como si no nos hubiéramos amado (en directo) • Barcelona, April 30, 2009 • música: Daniel Vuletic • Letras: Laura Pausini, Cheope • Versión al castellano: León Tristán | 04:02  |
| 04. | Medley Rock (Video en directo): Dispárame, dispara • música: Samuele Bersani, Giuseppe d’Onghia • Letras:Samuele Bersani, Lucio Dalla • versión al castellano: Ortiz, Laura Pausini Bendecida pasión • música: Gaetano Curreri, Saverio Grandi • Letras: Vasco Rossi • versión al castellano: Laura Pausini Mi perspectiva • música: Daniel Vuletic • Letras: Laura Pausini, Cheope • versión al castellano: Laura Pausini, Badia Háblame • música: Daniel Vuletic • Letras: Laura Pausini, Cheope • versión al castellano: León Tristán Mis beneficios • música: Daniel Vuletic • Letras: Laura Pausini, Cheope • Los Ángeles, 24 settembre 2009 | 08:18  |
| 05. | Emergencia de amor (en directo) • Lima, September 27, 2009 • música: Eric Buffat • Letras: Laura Pausini, Cheope, Massimo Pacciani • Versión al castellano: Laura Pausini, Carlos Pixin, León Tristán | 04:19  |
| 06. | Víveme (en directo) • Barcelona, April 30, 2009 • música & Letras: Biagio Antonacci • Versión al castellano: Laura Pausini, Badia | 04:46  |
| 07. | Volveré junto a ti (en directo) • Santiago, September 30, 2009 • música: Daniel • Letras: Laura Pausini, Cheope • Versión al castellano: Badia | 04:22  |
| 08. | Escucha atento (en directo) • Barcelona, 30 aprile 2009 • música: Daniel Vuletic • Letras: Laura Pausini, Cheope • Versión al castellano: Badia | 03:57  |
| 09. | Yo canto (en directo) • Ciudad de México, 10 de octubre, 2009 • música: Riccardo Cocciante • Letras: Marco Luberti • Versión al castellano: Frank Andrada | 04:22  |
| 10. | Se fue (en directo) • Hollywood, October 14, 2009 • música: Pietro Cremonesi, Arcangelo Valsiglio • Letras: Federico Cavalli • Versión al castellano: J. Badia | 04:26  |
| 11. | Primavera anticipada (It is My Song) (en directo) • Santo Domingo, September 19, 2009 • música: Daniel Vuletic • Letras: Laura Pausini, Cheope, James Blunt | 03:38  |
| 12. | La soledad (en directo) • Barcelona, April 30, 2009 • música: Pietro Cremonesi, Arcangelo Valsiglio • Letras: Federico Cavalli • Versión al castellano: J. Badia | 05:05  |
| 13. | Con la música en la radio (Inédito) • música: Laura Pausini, Cheope • Letras: Laura Pausini, Daniel Vuletic | 03:43  |
| 14. | Ella no soy (Unpublished) • música: Laura Pausini, Cheope • Letras: Laura Pausini, Daniel Vuletic | 03:40  |
| 15. | Menos mal (soundcheck en directo) • Soundcheck in Buenos Aires, October 2, 2009 • música: Laura Pausini, Cheope • Letras: Laura Pausini, Daniel Vuletic | 03:18  |

### Disco 2 • DVD
| #   | Title | Time  |
| --- | --- | ----- |
| 01. | Intro - it's too late (Video en directo) • Helsinki, 20 de mayo de 2009 • Música: • Letras: | 01:46 |
| 02. | En cambio no (Video en directo) • Madrid, 28 de abril de 2009 • Música: Laura Pausini, Paolo Carta • Letras: Laura Pausini, Niccolò Agliardi • Versión al castellano: Ignacio Ballesteros Díaz |       |
| 03. | Como si no nos hubiéramos amado (Video en directo) • Barcelona, 28 de abril 30 de 2009 • Música: Daniel Vuletic • Letras: Laura Pausini, Cheope • Versión al castellano: León Tristán |       |
| 04. | Medley Pop (Video en directo): Dove sei • Música: Angelo Valsiglio, Pietro Cremonesi • Letras: Federico Cavalli, Pietro Cremonesi Somos hoy • Música: Eric Buffat • Letras: Laura Pausini, Giuseppe Dati, Cheope Un error de los grandes • Música: Andreas Carlsson, Alistair Thomson • Letras: Laura Pausini, Giuseppe Dati, Cheope • Versión al castellano: J. Badia Gente • Música: Angelo Valsiglio • Letras: Cheope, Marco Marati Bellísimo así • Música: Federica Fratoni, Daniele Coro • Letras: Laura Pausini, Cheope • Barcelona, 30 de abril de 2009 | 09:15 |
| 05. | Víveme (Video en directo) • Barcelona, 30 de abril de 2009 • Música & Letras: Biagio Antonacci • Versión al castellano: Laura Pausini, J. Badia |       |
| 06. | Volveré junto a ti (Video en directo) • Santiago, 30 de septiembre de 2009 • Música: Daniel • Letras: Laura Pausini, Cheope • Versión al castellano: J. Badia |       |
| 07. | Entre tú y mil mares (Video en directo) • Madrid, 30 de abril de 2009 • Música & Letras: Biagio Antonacci • Versión al castellano: J. Badia |       |
| 08. | Escucha atento (Video en directo) • Barcelona, 30 de abril de 2009 • Música: Daniel Vuletic • Letras: Laura Pausini, Cheope • Versión al castellano: J. Badia |       |
| 09. | Amores extraños (Video en directo) • Nueva York, 16 de octubre de 2009 • Música: Angelo Valsiglio, Roberto Buti • Letras: Cheope, Marco Marati, Francesco Tanini • Versión al castellano: J. Badia |       |
| 10. | Se fue (Video en directo) • Hollywood, October 14, 2009 • Música: Pietro Cremonesi, Arcangelo Valsiglio • Letras: Federico Cavalli • Versión al castellano: J. Badia |       |
| 11. | Mille braccia (Video en directo) • Nápoles, July 11, 2009 • Música: Paolo Carta • Letras: Laura Pausini, Cheope | 03:51 |
| 12. | Medley Rock (Video en directo): Spaccacuore • Música: Samuele Bersani, Giuseppe d’Onghia • Letras: Samuele Bersani, Lucio Dalla Benedetta passione • Música: Gaetano Curreri, Saverio Grandi • Letras: Vasco Rossi La prospettiva di me • Música: Daniel Vuletic • Letras: Laura Pausini, Cheope Parlami • Música: Daniel Vuletic • Letras: Laura Pausini, Cheope • Locarno, 8 de julio de 2009 | 08:20 |
| 13. | Il mio beneficio (Video en directo) • Locarno, 8 de julio de 2009 • Música: Daniel Vuletic • Letras: Laura Pausini, Cheope |       |
| 14. | Un'emergenza d'amore (Video en directo) • Verona, 29 de junio de 2009 • Música: Eric Buffat • Letras: Laura Pausini, Cheope, Massimo Pacciani | 06:07 |
| 15. | Sorella terra (Video en directo) • Turín, 5 de marzo de 2009 • Música: Daniel Vuletic • Letras: Laura Pausini, Cheope | 06:14 |
| 16. | La mia banda suona il rock (Video en directo) • Cagliari, 25 de julio de 2009 • Música & Letras: Ivano Fossati | 04:06 |
| 17. | Medley Soft (Video en directo): Il tuo nome in maiuscolo • Música: Daniel Vuletic • Letras: Laura Pausini, Cheope Nel modo più sincero che c'è • Música: Daniel Vuletic • Letras: Laura Pausini, Cheope Surrender • Música & Letras: Dane de Viller, Sean Hosein, Steven Smith, Anthony Anderson Due innamorati come noi • Música: Roberto Buti, Roberto Capaccioli • Letras: Cheope Prima che esci • Dueto con Gianluca Grignani • Música & Letras: Gianluca Grignani In assenza di te • Música: Antonio Galbiati • Letras: Laura Pausini, Cheope Incancellabile • Música: Giuseppe Carella, Fabrizio Baldoni, Gino de Stefani • Letras: Cheope • Bergamo, 9 de julio de 2009 | 14:48 |
| 18. | Primavera anticipada (It Is My Song) (Video en directo) • Monza, 3 de julio de 2009 • Música: Daniel Vuletic • Letras: Laura Pausini, Cheope, James Blunt | 05:02 |
| 19. | Créditos DVD | 03:05 |
| 20. | Con la música en la radio (Inédito, videoclip) • Música: Laura Pausini, Cheope • Letras: Laura Pausini, Daniel Vuletic | 04:12 |
| 21. | Ella no soy (Inédito, videoclip) • Música: Laura Pausini, Cheope • Letras: Laura Pausini, Daniel Vuletic | 04:03 |
| 22. | Menos mal (Inédito prueba de sonido en directo, videoclip) • Música: Laura Pausini, Cheope • Letras: Laura Pausini, Daniel Vuletic | 03:39 |
| 23. | Un hecho obvio (Videoclip) • Música: Daniel Vuletic • Letras: Laura Pausini, Cheope | 04:41 |
| 24. | Detrás de escenas en directo Gira 2009 | 10:58 |
| 25. | Con la Música en la radio (Detrás de escenas del video) | 03:43 |
| 26. | Ella no soy (Detrás de escenas del video) | 03:42 |
| 27. | E poi (Video en directo) (Laura gift) • originalmente interpretada por Giorgia Todrani • Roma, 16 de marzo de 2009 | 02:21 |
| 28. | Paris au mois d'aout (Video en directo) (Laura gift) • Dúo con Fabrizio Pausini • París, 12 de mayo de 2009 | 02:16 |
| 29. | Napule è (Video en directo) (Laura gift) • originariamente interpretada por Pino Daniele • Napoles, 11 de julio de 2009 | 01:01 |
| 30. | Vitti na crozza (Video en directo) (Laura gift) • Canción popular siciliana • Palermo, 18 de julio de 2009 | 02:23 |
| 31. | Heal The World (Video en directo) (Laura gift) • originariamente interpretada por Michael Jackson • Palermo, 18 de julio de 2009 | 02:19 |

## Clasificación
| Chart (2009-2010)               | Peak position | Certification | Sales    |
| ------------------------------- | ------------- | ------------- | -------- |
| Argentina albums Chart          |               |               |          |
| Colombia albums Chart           | 4             |               |          |
| Chile albums Chart              | 3             |               |          |
| Ecuadorian albums Chart         | 9             |               |          |
| Mexico albums Chart             | 24            |               |          |
| Belgian albums Chart (Flanders) |               |               |          |
| Belgian albums Chart (Wallonia) | 53            |               |          |
| Croatia Album Charts            | 28            |               |          |
| Dutch albums Chart              |               |               |          |
| Finnish albums Chart            |               |               |          |
| French albums singles           | 91            |               |          |
| Italian albums Chart            | 2             | 4x Platinum   | 255,000+ |
| Peru albums Chart               | 5             |               |          |
| Spanish albums Chart            | 32            |               |          |
| Swedish albums Chart            |               |               |          |
| Swiss albums Chart              | 14            |               |          |
| U.S. Billboard Top Latin albums | 13            |               |          |
| Venezuela albums Chart          | 21            |               |          |